# Lokalavisen Østerbro
Lokalavisen Østerbro kom på gaden for første gang den 1. marts 2007. Ambitionen var at lave en anderledes lokalavis med både god og kritisk nyhedsdækning, oplevelsesjournalistik, kultur, sport og overraskelser. Østerbro har taget avisen til sig, da flere meningsmålinger efterfølgende har vist, at Lokalavisen Østerbro bliver læst af stort set lige så mange som Østerbro Avis, der har historie tilbage til 1929. 
Selskabet bag Lokalavisen Østerbro er Lokalavisselskabet A/S, og direktør er Flemming "Mingo" Hansen, der samtidig med Lokalavisen Østerbro også oprettede Lokalavisen Amager. Før den tid var han bladchef på Østerbro Avis og Amager Bladet i Berlingskes regi og skabte dermed konkurrenter til sine tidligere arbejdspladser, efter Berlingske havde lavet nogle gevaldige strukturændringer i efteråret 2006. De to nye aviser fik tilgang fra en lang række medarbejdere fra Berlingske Lokalaviser – især fra Østerbro Avis og Amager Bladet. 
Sidenhen er også Lokalavisen Bornholm kommet med i familien. Den kom på gaden fra efteråret 2008.
Lokalavisen Østerbro fusionerede med den Berlingske-ejede konkurrent Østerbro Avis fra 1. september 2009. Navnet er nu Østerbro Avis, og avisen ejes 60 procent af Berlingske og 40 procent af Lokalavisselskabet. På Amager er der sket en lignende fusion af Lokalavisen Amager.
Fra marts 2010 udkom en ny Lokalavisen Østerbro 2100 udgivet af Lokalavisselskabet i Vanløse (CVR 26931010) med Ib Helge Rasmussen som ansvarshavende redaktør for avisen og direktør for og medejer af selskabet.. Dette projekt kunne dog slet ikke bære og måtte opgive efter kun to månedsudgivelser.
1. ↑  "Berlingske lokalaviser i fusion | MediaWatch". Arkiveret fra originalen 27. november 2009. Hentet 8. april 2010.
2. ↑  ": Din Lokalavis :". Arkiveret fra originalen 24. juni 2010. Hentet 8. april 2010.
3. ↑  Østerbro_03042010